# Michael McFaul
Michael Anthony McFaul (ur. 1 października 1963 w Glasgow) – amerykański naukowiec i polityk. W latach 2012–2014 ambasador Stanów Zjednoczonych w Federacji Rosyjskiej. Był jednym z głównych architektów polityki prezydenta Baracka Obamy wobec Rosji.

## Życiorys
W okresie studiów dwukrotnie przebywał w ZSRR, w 1983 i 1985 uczył się języka rosyjskiego na Leningradzkim Uniwersytecie Państwowym oraz w Państwowym Instytucie Języka Rosyjskiego im. A.S. Puszkina. W 1986 zdobył bakalaureat w dziedzinie stosunków międzynarodowych i języków słowiańskich oraz tytuł Master of Arts studiów słowiańskich i wschodnioeuropejskich na Uniwersytecie Stanforda. W 1991 uzyskał stopień doktora w St John’s College w Oksfordzie.

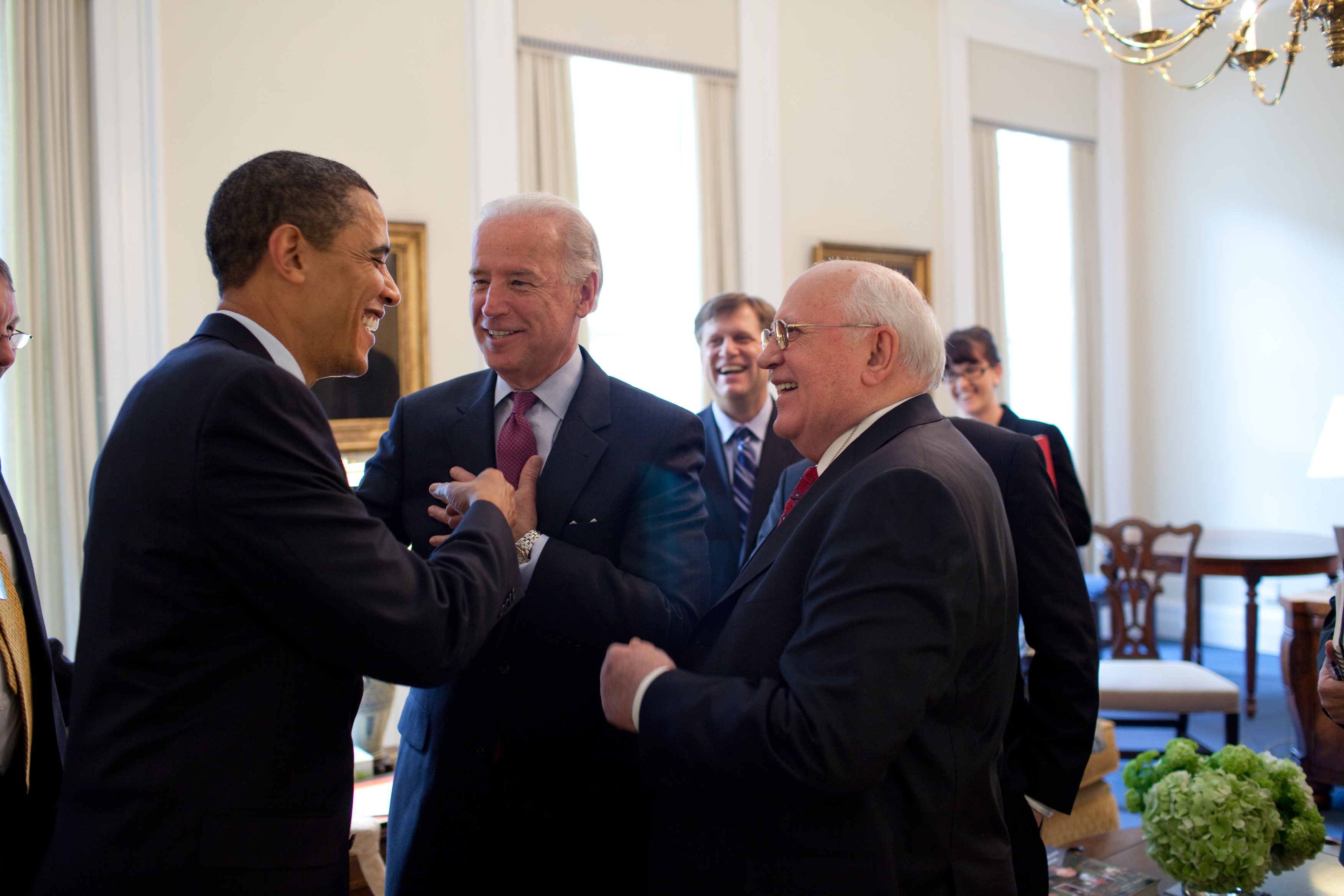
Barack Obama, Joe Biden i Michael McFaul podczas spotkania z byłym prezydentem ZSRR Michaiłem Gorbaczowem w 2009

W 2009 dołączył do administracji prezydenckiej Baracka Obamy jako starszy doradca w Waszyngtonie, gdzie był architektem tzw. „polityki rosyjskiego resetu”. 17 grudnia 2011 Senat Stanów Zjednoczonych jednogłośnie zatwierdził jego kandydaturę na stanowisko ambasadora USA w Federacji Rosyjskiej. Od 10 stycznia 2012 do 26 lutego 2014 McFaul pełnił powierzoną mu funkcję. Po powrocie do kraju objął funkcję profesora nauk politycznych na Uniwersytecie Stanforda. Pracował również dla Hoover Institution.
Obecnie znajduje się na liście osób objętych sankcjami i zakazem wjazdu na teren Federacji Rosyjskiej.
Często krytycznie odnosił się do polityki Donalda Trumpa wobec Rosji. Popierał porozumienie nuklearne z Iranem.

## Odznaczenia i wyróżnienia
- Doktor honoris causa Montana State University (2015)[8][9]
- Order „Za zasługi” III klasy (Ukraina, 2022)[10]
- Krzyż Kawalerski Orderu „Za Zasługi dla Litwy” (Litwa, 2024)[11]

## Publikacje
- Post-communist Politics: Democratic Prospects In Russia And Eastern Europe (1993)
- The Troubled Birth of Russian Democracy: Parties, Personalities, and Programs (1993)
- Understanding Russia's 1993 Parliamentary Elections: Implications for U.S. Foreign Policy (1995)
- Russia's 1996 Presidential Election: The End of Polarized Politics (1997)
- Russia's Unfinished Revolution: Political Change from Gorbachev to Putin (2001)
- Between Dictatorship and Democracy: Russian Post-Communist Political Reform (2010)
- Russia's Unfinished Revolution: Political Change from Gorbachev to Putin (2015)
- From Cold War to Hot Peace: An American Ambassador in Putin's Russia (2018)